# Apocordulia macrops
Apocordulia macrops – gatunek ważki z rodziny Synthemistidae; jedyny przedstawiciel rodzaju Apocordulia; wcześniej zaliczany był do rodziny szklarkowatych (Corduliidae). Endemit Australii; występuje we wschodniej i południowo-wschodniej części kontynentu.